# Avicularia diversipes
Avicularia diversipes är en spindelart som först beskrevs av Carl Ludwig Koch 1842.  Avicularia diversipes ingår i släktet Avicularia och familjen fågelspindlar. Inga underarter finns listade.

## Bildgalleri

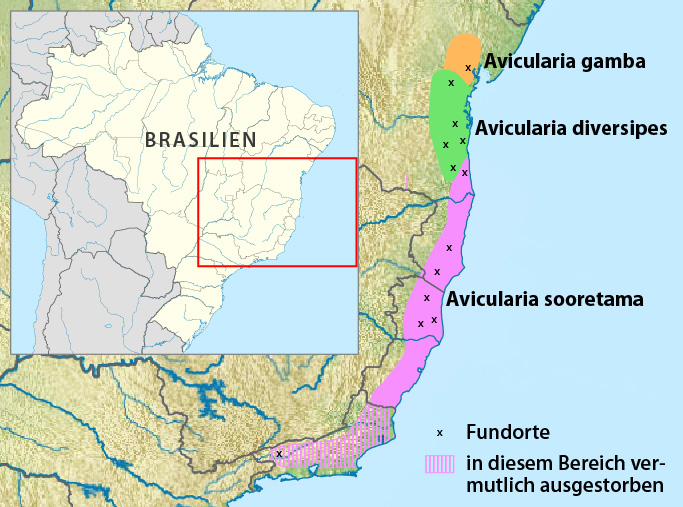